# I’ll Follow the Sun
I’ll Follow the Sun (englisch für „Ich werde der Sonne folgen“) ist ein Lied der britischen Band The Beatles, das zuerst 1964 auf ihrem vierten Studioalbum Beatles for Sale veröffentlicht wurde. Komponiert wurde es von John Lennon und Paul McCartney und unter der Autorenangabe Lennon/McCartney veröffentlicht.

## Hintergrund

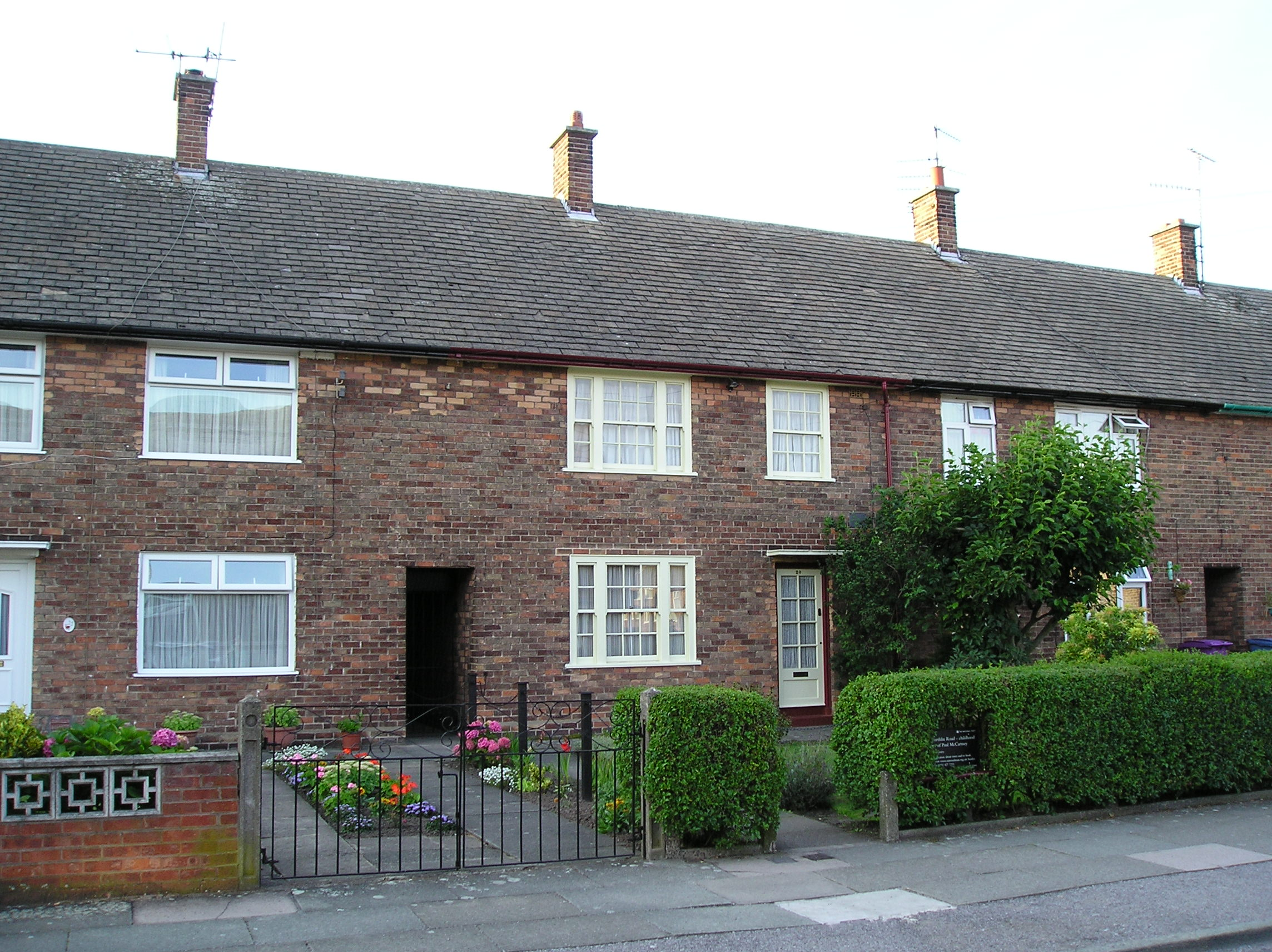
20 Forthlin Road, Blick auf das Reihenhaus

I’ll Follow the Sun wurde im Jahr 1959 komponiert und basiert überwiegend auf den musikalischen Ideen von Paul McCartney. Das Lied wurde im Elternhaus von McCartney in der 20 Forthlin Road in Liverpool geschrieben, als er sich von einer Grippe erholte.
I’ll Follow the Sun wurde nicht in das Liverepertoire der Gruppe im Jahr 1964 aufgenommen.

## Aufnahme

### Erste Version
Im Frühling 1960 nahmen die Beatles in der Besetzung John Lennon, Paul McCartney, George Harrison und Stuart Sutcliffe im Haus der Familie McCartney in Liverpool auf einem Tonbandgerät mehrere Musiktitel auf, unter anderen I’ll Follow the Sun. Es sind die einzigen bekannten Aufnahmen von Stuart Sutcliffe. Diese Aufnahme von I’ll Follow the Sun ist bisher nur auf Bootleg veröffentlicht worden.

### Zweite Version
I’ll Follow the Sun wurde am 18. Oktober 1964 in den Londoner Abbey Road Studios (Studio 2) mit dem Produzenten George Martin aufgenommen. Norman Smith war der Toningenieur der Aufnahmen. Die Band nahm insgesamt acht Takes auf, wobei der 8. Take auch für die finale Version verwendet wurde. Am 18. Oktober 1964 wurden noch sechs weitere Lieder aufgenommen: Kansas City / Hey Hey Hey Hey, I Feel Fine, Everybody’s Trying to Be My Baby, Rock and Roll Music, Mr. Moonlight und Words of Love. Darüber hinaus wurde noch weiter an Eight Days a Week gearbeitet.
Die Aufnahmen der sieben Titel fanden von 14:30 bis 23:30 Uhr statt.
Die Abmischung des Liedes erfolgte am 21. Oktober 1964 in Mono und am 4. November 1964 in Stereo. Die Monoversion von I’ll Follow the Sun hat eine andere Abmischung, die weniger Hall hat.
Besetzung
- John Lennon: Akustikgitarre, Hintergrundgesang
- Paul McCartney: Bass, Gesang
- George Harrison: Leadgitarre
- Ringo Starr: Perkussion

## Veröffentlichungen
- Am 13. November 1964 erschien in Deutschland das sechste Beatles-Album Beatles for Sale, auf dem I’ll Follow the Sun enthalten ist. In Großbritannien wurde das Album am 4. Dezember 1964 veröffentlicht, dort war es das vierte Beatles-Album.
- In den USA wurde I’ll Follow the Sun auf dem dortigen siebten Album Beatles ’65 am 15. Dezember 1964 veröffentlicht.
- In Großbritannien erschien am 4. Juni 1965 die EP Beatles for Sale (No. 2), auf der sich ebenfalls I’ll Follow the Sun befindet.
- Im Juni 1965 wurde in Norwegen und Schweden die Single I’ll Follow the Sun / I Don’t Want to Spoil the Party veröffentlicht.[2]
- Für BBC Radio nahmen die Beatles unter Livebedingungen eine weitere Fassungen von I’ll Follow the Sun auf, die am 17. November 1964, im Playhouse Theatre, London eingespielt wurde und erstmals auf der EP Baby It’s You  am 20. März 1995 erschien.[3] I’ll Follow the Sun wurde am 11. November 2013 erneut auf dem Album On Air – Live at the BBC Volume 2 veröffentlicht.

## Coverversionen
Folgend eine kleine Auswahl:
- Chet Atkins – Chet Atkins Picks on the Beatles [4]
- David Ball – Come Together: America Salutes the Beatles [5]
- Ronnie Spector – English Heart [6]